# Абдаллах Мохамед
Абдаллах Мохамед (пом. 3 лютого 2000) — коморський політик, перший голова уряду Коморських Островів.
Очолював уряд за президентства Алі Суаліха. Коли останнього було повалено та вбито в результаті державного перевороту, Мохамед ще впродовж певного часу перебував на своєму посту, та все ж і його невдовзі було усунуто від посади прем'єр-міністра.